# Почесна відзнака «За мужність та відвагу»
«За мужність та відвагу» — почесна відзнака, встановлена Президентом України для відзначення особливих бойових заслуг, мужності, відваги та героїзму особового складу військових частин (з'єднань) Збройних Сил України, Національної гвардії України, Державної прикордонної служби України, Служби безпеки України, Державної служби спеціального зв'язку та захисту інформації України, Державної спеціальної служби транспорту, підрозділів поліції особливого призначення Національної поліції України (які під час дії воєнного стану залучені до безпосередньої участі в бойових діях), виявлених під час захисту державного суверенітету, незалежності, територіальної цілісності України, ведення бойових дій та виконання бойових (спеціальних) завдань.

## Історія нагороди
- 24 серпня 2015 року під час Маршу Незалежності на відзначення 24-ї річниці Незалежності України, що пройшов у Києві на Хрещатику, Президент України Петро Порошенко вручив бойові прапори з відзнакою Президента України — стрічкою до Бойового Прапора «За мужність та відвагу» командирам 14 військових частин, які брали участь та відзначилися в бойових діях на Сході України[1]. Законом «Про державні нагороди України» передбачена можливість нагородження лише громадян України, іноземців та осіб без громадянства, тому відзнака тоді не була заснована Указом Президента України[2].
- 5 травня 2022 року Президент України Володимир Зеленський видав Указ, яким заснував почесну відзнаку «За мужність та відвагу»[3]; 28 червня 2022 року Указом Президента України були внесені незначні зміни до Указу від 5 травня[4].
- 6 травня 2022 року почесною відзнакою вперше були відзначені 7 військових частин Сухопутних військ Збройних Сил України[5].
- 26 травня 2023 року наказом Міністерства оборони України № 320 затверджені знаки «За мужність та відвагу» для військовослужбовців військових частин (з'єднань), відзначених почесною відзнакою «За мужність та відвагу», для носіння з парадно-вихідною, парадною та повсякденною формою одягу на лівому плечі[6].
- 13 червня 2025 року в указ 2022 року щодо заснування відзнаки були внесені зміни, що розширили дію указу також на підрозділи поліції особливого призначення Національної поліції України.[7]

## Опис
Почесну відзнаку «За мужність та відвагу» присвоює Президент України за поданням відповідно Головнокомандувача Збройних Сил України, керівника державного органу, що здійснює керівництво утвореним згідно з законом військовим формуванням.
У разі відзначення військової частини (з'єднання), підрозділу поліції особливого призначення почесною відзнакою «За мужність та відвагу» до трубки верхівки древка Бойового прапора відповідної військової частини (з'єднання), підрозділу поліції особливого призначення прикріплюється двостороння стрічка зеленого захисного кольору, обшита по периметру золотавим кантом.
На одному кінці стрічки з обох сторін золотавими літерами вишиті напис «ЗА МУЖНІСТЬ ТА ВІДВАГУ» і зображення Знака Княжої Держави Володимира Великого. Другий кінець стрічки з обох сторін прикрашений рослинним орнаментом та зображенням медальйона-підвіски Знака Президента України. Кінці стрічки прикрашені золотою бахромою. Розмір стрічки: 250 х 12 см.
Стрічка зав'язується бантом розміром 30 см із двома горизонтальними променями та скріплюється синьо-жовтою розеткою діаметром 10 см.
Стрічка є невід'ємною частиною Бойового прапора.
У разі відзначення почесною відзнакою «За мужність та відвагу» військової частини (з'єднання), підрозділу поліції особливого призначення, якій (якому) присвоєно почесне найменування, стрічка, що символізує почесну відзнаку «За мужність та відвагу», розміщується поверх стрічки з написом почесного найменування військової частини (з'єднання).
Військовослужбовці військових частин (з'єднань), поліцейські підрозділів поліції особливого призначення, відзначених почесною відзнакою «За мужність та відвагу», можуть носити нагрудні знаки, які вказують на їх приналежність до відповідних військових частин (з'єднань), підрозділів поліції особливого призначення. Описи і малюнки нагрудних знаків та порядок їх носіння для військовослужбовців військових частин (з'єднань) встановлюються Міністерством оборони України, для поліцейських підрозділів поліції особливого призначення — Міністерством внутрішніх справ України.

## Опис знаків «За мужність та відвагу» для військовослужбовців
Знак «За мужність та відвагу» носиться з парадно-вихідною, парадною та повсякденною формою одягу на лівому плечі.
1. Знаки «За мужність та відвагу» мають вигляд плетеної коси завдовжки 65 ± 3 см, сплетеної зі шнура:
  1. зеленого захисного кольору, до якого вплетені золотаві металізовані нитки для військовослужбовців Збройних Сил України, Державної спеціальної служби транспорту, Національної гвардії України, Державної прикордонної служби України, Служби безпеки України та Державної служби спеціального зв'язку та захисту інформації України (крім категорій, яким визначені окремі знаки);
  2. сіроблакитного кольору, до якого вплетені золотаві металізовані нитки для військовослужбовців Повітряних Сил Збройних Сил України та авіаційних частин Державної прикордонної служби України;
  3. чорного кольору, до якого вплетені золотаві металізовані нитки для військовослужбовців Військово-Морських Сил Збройних Сил України та Морської охорони Державної прикордонної служби України;
  4. сіросталевого кольору, до якого вплетені золотаві металізовані нитки для військовослужбовців Сил спеціальних операцій Збройних Сил України.
2. Кінці коси з'єднані між собою за допомогою хлястика зі шкірозамінника (крім військовослужбовців, що мають корабельні військові звання) або прямокутного клапана, сплетеного зі шнура (для військовослужбовців Військово-Морських Сил Збройних Сил України, що мають корабельні військові звання та Морської охорони Державної прикордонної служби України).
3. Відстань між сплетеною частиною коси та хлястиком або клапаном 4 ± 1 см.

Знаки «За мужність та відвагу» для військовослужбовців
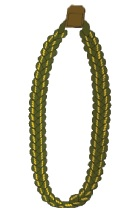
1.1
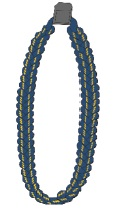
1.2
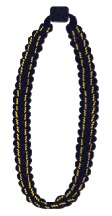
1.3 (з клапаном)
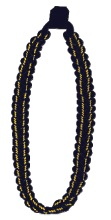
1.3
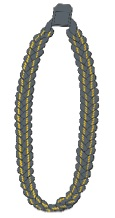
1.4

## Відзначені

### Відзнака Президента України— стрічка до Бойового Прапора «За мужність та відвагу»
| № | Емблема | Назва формування                                 | Дата відзначення | Підстава для відзначення |
| - | ------- | ------------------------------------------------ | ---------------- | --- |
| 1 |         | 128 окрема гірсько-штурмова Закарпатська бригада | 24 серпня 2015   | Під час Маршу Незалежності на відзначення 24-ї річниці Незалежності України, що пройшов у Києві на Хрещатику, Президент України Петро Порошенко вручив бойові прапори з відзнакою Президента України — стрічкою до Бойового Прапора «За мужність та відвагу» командирам бригад. |
| 2 |         | 80 окрема десантно-штурмова бригада              | 24 серпня 2015   | Під час Маршу Незалежності на відзначення 24-ї річниці Незалежності України, що пройшов у Києві на Хрещатику, Президент України Петро Порошенко вручив бойові прапори з відзнакою Президента України — стрічкою до Бойового Прапора «За мужність та відвагу» командирам бригад. |
| 3 |         | 55 окрема артилерійська бригада                  | 24 серпня 2015   | Під час Маршу Незалежності на відзначення 24-ї річниці Незалежності України, що пройшов у Києві на Хрещатику, Президент України Петро Порошенко вручив бойові прапори з відзнакою Президента України — стрічкою до Бойового Прапора «За мужність та відвагу» командирам бригад. |
| 4 |         | 16 окрема бригада армійської авіації             | 24 серпня 2015   | Під час Маршу Незалежності на відзначення 24-ї річниці Незалежності України, що пройшов у Києві на Хрещатику, Президент України Петро Порошенко вручив бойові прапори з відзнакою Президента України — стрічкою до Бойового Прапора «За мужність та відвагу» командирам бригад. |
| 5 |         | 299 бригада тактичної авіації                    | 24 серпня 2015   | Під час Маршу Незалежності на відзначення 24-ї річниці Незалежності України, що пройшов у Києві на Хрещатику, Президент України Петро Порошенко вручив бойові прапори з відзнакою Президента України — стрічкою до Бойового Прапора «За мужність та відвагу» командирам бригад. |
| 6 |         | 8-й полк оперативного призначення                | 24 серпня 2015   | Під час Маршу Незалежності на відзначення 24-ї річниці Незалежності України, що пройшов у Києві на Хрещатику, Президент України Петро Порошенко вручив бойові прапори з відзнакою Президента України — стрічкою до Бойового Прапора «За мужність та відвагу» командирам бригад. |

### Почесна відзнака «За мужність та відвагу»

#### 2022 рік
| №  | Емблема | Назва формування | Підпорядкування               | Дата відзначення  | Підстава для відзначення |
| -- | ------- | --- | ----------------------------- | ----------------- | --- |
| 1  |         | 24 окрема механізована бригада імені короля Данила                                                                         | Сухопутні війська             | 6 травня 2022     | З метою відзначення мужності та героїзму особового складу військових частин Сухопутних військ Збройних Сил України, виявлених під час захисту державного суверенітету, незалежності, територіальної цілісності України, а також з нагоди Дня піхоти                          |
| 2  |         | 28 окрема механізована бригада імені Лицарів Зимового Походу                                                               | Сухопутні війська             | 6 травня 2022     | З метою відзначення мужності та героїзму особового складу військових частин Сухопутних військ Збройних Сил України, виявлених під час захисту державного суверенітету, незалежності, територіальної цілісності України, а також з нагоди Дня піхоти                          |
| 3  |         | 30 окрема механізована бригада імені князя Костянтина Острозького                                                          | Сухопутні війська             | 6 травня 2022     | З метою відзначення мужності та героїзму особового складу військових частин Сухопутних військ Збройних Сил України, виявлених під час захисту державного суверенітету, незалежності, територіальної цілісності України, а також з нагоди Дня піхоти                          |
| 4  |         | 72 окрема механізована бригада імені Чорних Запорожців                                                                     | Сухопутні війська             | 6 травня 2022     | З метою відзначення мужності та героїзму особового складу військових частин Сухопутних військ Збройних Сил України, виявлених під час захисту державного суверенітету, незалежності, територіальної цілісності України, а також з нагоди Дня піхоти                          |
| 5  |         | 92 окрема механізована бригада імені кошового отамана Івана Сірка                                                          | Сухопутні війська             | 6 травня 2022     | З метою відзначення мужності та героїзму особового складу військових частин Сухопутних військ Збройних Сил України, виявлених під час захисту державного суверенітету, незалежності, територіальної цілісності України, а також з нагоди Дня піхоти                          |
| 6  |         | 93 окрема механізована бригада «Холодний Яр»                                                                               | Сухопутні війська             | 6 травня 2022     | З метою відзначення мужності та героїзму особового складу військових частин Сухопутних військ Збройних Сил України, виявлених під час захисту державного суверенітету, незалежності, територіальної цілісності України, а також з нагоди Дня піхоти                          |
| 7  |         | 128 окрема гірсько-штурмова Закарпатська бригада                                                                           | Сухопутні війська             | 6 травня 2022     | З метою відзначення мужності та героїзму особового складу військових частин Сухопутних військ Збройних Сил України, виявлених під час захисту державного суверенітету, незалежності, територіальної цілісності України, а також з нагоди Дня піхоти                          |
| 8  |         | 26 артилерійська бригада імені генерал-хорунжого Романа Дашкевича                                                          | Сухопутні війська             | 22 травня 2022    | З метою гідного вшанування мужності та героїзму, виявлених під час захисту державного суверенітету, незалежності, територіальної цілісності України |
| 9  |         | 503 окремий батальйон морської піхоти                                                                                      | Військово-морські сили        | 3 червня 2022     | З метою гідного вшанування мужності та героїзму, виявлених під час захисту державного суверенітету, незалежності, територіальної цілісності України |
| 10 |         | 40 бригада тактичної авіації                                                                                               | Повітряні сили                | 15 червня 2022    | З метою гідного вшанування мужності та героїзму особового складу військових частин Повітряних Сил Збройних Сил України, виявлених під час захисту державного суверенітету, незалежності, територіальної цілісності України, ведення бойових дій та виконання бойових завдань |
| 11 |         | 831 бригада тактичної авіації                                                                                              | Повітряні сили                | 15 червня 2022    | З метою гідного вшанування мужності та героїзму особового складу військових частин Повітряних Сил Збройних Сил України, виявлених під час захисту державного суверенітету, незалежності, територіальної цілісності України, ведення бойових дій та виконання бойових завдань |
| 12 |         | 96 зенітна ракетна Київська бригада                                                                                        | Повітряні сили                | 15 червня 2022    | З метою гідного вшанування мужності та героїзму особового складу військових частин Повітряних Сил Збройних Сил України, виявлених під час захисту державного суверенітету, незалежності, територіальної цілісності України, ведення бойових дій та виконання бойових завдань |
| 13 |         | 160 зенітна ракетна Одеська бригада                                                                                        | Повітряні сили                | 15 червня 2022    | З метою гідного вшанування мужності та героїзму особового складу військових частин Повітряних Сил Збройних Сил України, виявлених під час захисту державного суверенітету, незалежності, територіальної цілісності України, ведення бойових дій та виконання бойових завдань |
| 14 |         | 11 зенітний ракетний полк                                                                                                  | Повітряні сили                | 15 червня 2022    | З метою гідного вшанування мужності та героїзму особового складу військових частин Повітряних Сил Збройних Сил України, виявлених під час захисту державного суверенітету, незалежності, територіальної цілісності України, ведення бойових дій та виконання бойових завдань |
| 15 |         | 223 зенітний ракетний полк імені Українських Січових Стрільців                                                             | Повітряні сили                | 15 червня 2022    | З метою гідного вшанування мужності та героїзму особового складу військових частин Повітряних Сил Збройних Сил України, виявлених під час захисту державного суверенітету, незалежності, територіальної цілісності України, ведення бойових дій та виконання бойових завдань |
| 16 |         | 14 радіотехнічна бригада імені Богдана Хмельницького                                                                       | Повітряні сили                | 15 червня 2022    | З метою гідного вшанування мужності та героїзму особового складу військових частин Повітряних Сил Збройних Сил України, виявлених під час захисту державного суверенітету, незалежності, територіальної цілісності України, ведення бойових дій та виконання бойових завдань |
| 17 |         | середній десантний корабель «Юрій Олефіренко»                                                                              | Військово-морські сили        | 23 червня 2022    | З метою гідного вшанування мужності та героїзму, виявлених під час захисту державного суверенітету, незалежності, територіальної цілісності України |
| 18 |         | 29 дивізіон надводних кораблів                                                                                             | Військово-морські сили        | 23 червня 2022    | З метою гідного вшанування мужності та героїзму, виявлених під час захисту державного суверенітету, незалежності, територіальної цілісності України |
| 19 |         | 25 окрема повітрянодесантна Січеславська бригада                                                                           | ДШВ                           | 28 червня 2022    | З метою гідного вшанування мужності та героїзму, виявлених під час захисту державного суверенітету, незалежності, територіальної цілісності України |
| 20 |         | 79 окрема десантно-штурмова бригада                                                                                        | ДШВ                           | 28 червня 2022    | З метою гідного вшанування мужності та героїзму, виявлених під час захисту державного суверенітету, незалежності, територіальної цілісності України |
| 21 |         | 80 окрема десантно-штурмова бригада                                                                                        | ДШВ                           | 28 червня 2022    | З метою гідного вшанування мужності та героїзму, виявлених під час захисту державного суверенітету, незалежності, територіальної цілісності України |
| 22 |         | 81 окрема аеромобільна бригада                                                                                             | ДШВ                           | 28 червня 2022    | З метою гідного вшанування мужності та героїзму, виявлених під час захисту державного суверенітету, незалежності, територіальної цілісності України |
| 23 |         | 95 окрема десантно-штурмова бригада                                                                                        | ДШВ                           | 28 червня 2022    | З метою гідного вшанування мужності та героїзму, виявлених під час захисту державного суверенітету, незалежності, територіальної цілісності України |
| 24 |         | 23 загін морської охорони                                                                                                  | Прикордонна служба            | 27 липня 2022     | З метою гідного вшанування мужності та героїзму, виявлених під час захисту державного суверенітету, незалежності, територіальної цілісності України |
| 25 |         | 1 прикордонний загін | Прикордонна служба            | 27 липня 2022     | З метою гідного вшанування мужності та героїзму, виявлених під час захисту державного суверенітету, незалежності, територіальної цілісності України |
| 26 |         | 8 полк оперативного призначення імені Івана Богуна                                                                         | Національна гвардія           | 27 липня 2022     | З метою гідного вшанування мужності та героїзму, виявлених під час захисту державного суверенітету, незалежності, територіальної цілісності України |
| 27 |         | 4 бригада оперативного призначення імені Героя України сержанта Сергія Михальчука                                          | Національна гвардія           | 27 липня 2022     | З метою гідного вшанування мужності та героїзму, виявлених під час захисту державного суверенітету, незалежності, територіальної цілісності України |
| 28 |         | 3 бригада оперативного призначення імені полковника Петра Болбочана                                                        | Національна гвардія           | 27 липня 2022     | З метою гідного вшанування мужності та героїзму, виявлених під час захисту державного суверенітету, незалежності, територіальної цілісності України |
| 29 |         | Окремий центр спеціальних операцій «Схід» імені князя Святослава Хороброго                                                 | ССО України                   | 29 липня 2022     | З метою гідного вшанування мужності та героїзму, виявлених під час захисту державного суверенітету, незалежності, територіальної цілісності України |
| 30 |         | 140 окремий центр спеціального призначення                                                                                 | ССО України                   | 29 липня 2022     | З метою гідного вшанування мужності та героїзму, виявлених під час захисту державного суверенітету, незалежності, територіальної цілісності України |
| 31 |         | 7 бригада тактичної авіації імені Петра Франка                                                                             | Повітряні сили                | 24 серпня 2022    | З метою гідного вшанування мужності та героїзму, виявлених під час захисту державного суверенітету, незалежності, територіальної цілісності України |
| 32 |         | 39 бригада тактичної авіації                                                                                               | Повітряні сили                | 24 серпня 2022    | З метою гідного вшанування мужності та героїзму, виявлених під час захисту державного суверенітету, незалежності, територіальної цілісності України |
| 33 |         | 114 бригада тактичної авіації                                                                                              | Повітряні сили                | 24 серпня 2022    | З метою гідного вшанування мужності та героїзму, виявлених під час захисту державного суверенітету, незалежності, територіальної цілісності України |
| 34 |         | 299 бригада тактичної авіації імені генерал-лейтенанта Василя Нікіфорова                                                   | Повітряні сили                | 24 серпня 2022    | З метою гідного вшанування мужності та героїзму, виявлених під час захисту державного суверенітету, незалежності, територіальної цілісності України |
| 35 |         | 138 Дніпровська зенітна ракетна бригада                                                                                    | Повітряні сили                | 24 серпня 2022    | З метою гідного вшанування мужності та героїзму, виявлених під час захисту державного суверенітету, незалежності, територіальної цілісності України |
| 36 |         | 156 зенітний ракетний полк                                                                                                 | Повітряні сили                | 24 серпня 2022    | З метою гідного вшанування мужності та героїзму, виявлених під час захисту державного суверенітету, незалежності, територіальної цілісності України |
| 37 |         | 301 зенітний ракетний полк                                                                                                 | Повітряні сили                | 24 серпня 2022    | З метою гідного вшанування мужності та героїзму, виявлених під час захисту державного суверенітету, незалежності, територіальної цілісності України |
| 38 |         | Окремий центр спеціальних операцій «Захід» імені князя Ізяслава Мстиславича                                                | ССО України                   | 24 серпня 2022    | З метою гідного вшанування мужності та героїзму, виявлених під час захисту державного суверенітету, незалежності, територіальної цілісності України |
| 39 |         | 142 навчально-тренувальний центр                                                                                           | ССО України                   | 24 серпня 2022    | З метою гідного вшанування мужності та героїзму, виявлених під час захисту державного суверенітету, незалежності, територіальної цілісності України |
| 40 |         | Окремий центр спеціальних операцій «Південь» імені кошового отамана Антіна Головатого                                      | ССО України                   | 24 серпня 2022    | З метою гідного вшанування мужності та героїзму, виявлених під час захисту державного суверенітету, незалежності, територіальної цілісності України |
| 41 |         | 15 Слов'янський полк | Національна гвардія           | 2 вересня 2022    | З метою гідного вшанування мужності та героїзму, виявлених під час захисту державного суверенітету, незалежності, територіальної цілісності України |
| 42 |         | 3 прикордонний загін імені Героя України полковника Євгенія Пікуса                                                         | Прикордонна служба            | 7 вересня 2022    | З метою гідного вшанування мужності та героїзму, виявлених під час захисту державного суверенітету, незалежності, територіальної цілісності України |
| 43 |         | 11 прикордонний загін | Прикордонна служба            | 7 вересня 2022    | З метою гідного вшанування мужності та героїзму, виявлених під час захисту державного суверенітету, незалежності, територіальної цілісності України |
| 44 |         | 1 окрема танкова Сіверська бригада                                                                                         | Сухопутні війська             | 24 вересня 2022   | З метою гідного вшанування мужності та героїзму, виявлених під час захисту державного суверенітету, незалежності, територіальної цілісності України |
| 45 |         | 40 окрема артилерійська бригада імені Великого князя Вітовта                                                               | Сухопутні війська             | 24 вересня 2022   | З метою гідного вшанування мужності та героїзму, виявлених під час захисту державного суверенітету, незалежності, територіальної цілісності України |
| 46 |         | 57 окрема мотопіхотна бригада імені кошового отамана Костя Гордієнка                                                       | Сухопутні війська             | 24 вересня 2022   | З метою гідного вшанування мужності та героїзму, виявлених під час захисту державного суверенітету, незалежності, територіальної цілісності України |
| 47 |         | 12 бригада оперативного призначення імені Дмитра Вишневецького                                                             | Національна гвардія           | 27 жовтня 2022    | З метою гідного вшанування мужності та героїзму, виявлених під час захисту державного суверенітету, незалежності, територіальної цілісності України |
| 48 |         | 9 полк оперативного призначення імені Героя України лейтенанта Богдана Завади                                              | Національна гвардія           | 27 жовтня 2022    | З метою гідного вшанування мужності та героїзму, виявлених під час захисту державного суверенітету, незалежності, територіальної цілісності України |
| 49 |         | 43 окрема артилерійська бригада імені гетьмана Тараса Трясила                                                              | Сухопутні війська             | 3 листопада 2022  | З метою гідного вшанування мужності та героїзму, виявлених під час захисту державного суверенітету, незалежності, територіальної цілісності України |
| 50 |         | 44 окрема артилерійська бригада імені гетьмана Данила Апостола                                                             | Сухопутні війська             | 3 листопада 2022  | З метою гідного вшанування мужності та героїзму, виявлених під час захисту державного суверенітету, незалежності, територіальної цілісності України |
| 51 |         | 122 окремий аеромобільний батальйон 81 окремої аеромобільної бригади                                                       | ДШВ                           | 17 листопада 2022 | З метою гідного вшанування мужності та героїзму, виявлених під час захисту. державного суверенітету, незалежності, територіальної цілісності України |
| 52 |         | 132 окремий розвідувальний батальйон                                                                                       | ДШВ                           | 17 листопада 2022 | З метою гідного вшанування мужності та героїзму, виявлених під час захисту. державного суверенітету, незалежності, територіальної цілісності України |
| 53 |         | 148 окремий гаубичний самохідно-артилерійський дивізіон                                                                    | ДШВ                           | 17 листопада 2022 | З метою гідного вшанування мужності та героїзму, виявлених під час захисту. державного суверенітету, незалежності, територіальної цілісності України |
| 54 |         | 3 батальйонна тактична група 80 окремої десантно-штурмової бригади                                                         | ДШВ                           | 17 листопада 2022 | З метою гідного вшанування мужності та героїзму, виявлених під час захисту. державного суверенітету, незалежності, територіальної цілісності України |
| 55 |         | 13 окремий десантно-штурмовий батальйон імені Героя України полковника Тараса Сенюка 95 окремої десантно-штурмової бригади | ДШВ                           | 17 листопада 2022 | З метою гідного вшанування мужності та героїзму, виявлених під час захисту. державного суверенітету, незалежності, територіальної цілісності України |
| 56 |         | 90 окремий аеромобільний батальйон імені Героя України старшого лейтенанта Івана Зубкова 81 окремої аеромобільної бригади  | ДШВ                           | 17 листопада 2022 | З метою гідного вшанування мужності та героїзму, виявлених під час захисту. державного суверенітету, незалежності, територіальної цілісності України |
| 57 |         | 27 реактивна артилерійська бригада імені кошового отамана Петра Калнишевського                                             | Сухопутні війська             | 6 грудня 2022     | З метою гідного вшанування мужності та героїзму, виявлених під час захисту державного суверенітету, незалежності, територіальної цілісності України |
| 58 |         | 808 окремий полк підтримки                                                                                                 | Сили підтримки                | 6 грудня 2022     | З метою гідного вшанування мужності та героїзму, виявлених під час захисту державного суверенітету, незалежності, територіальної цілісності України |
| 59 |         | 302 зенітний ракетний Харківський полк                                                                                     | Повітряні сили                | 6 грудня 2022     | З метою гідного вшанування мужності та героїзму, виявлених під час захисту державного суверенітету, незалежності, територіальної цілісності України |
| 60 |         | 54 окрема механізована бригада імені гетьмана Івана Мазепи                                                                 | Сухопутні війська             | 6 грудня 2022     | З метою гідного вшанування мужності та героїзму, виявлених під час захисту державного суверенітету, незалежності, територіальної цілісності України |
| 61 |         | 46 окрема аеромобільна бригада                                                                                             | ДШВ                           | 6 грудня 2022     | З метою гідного вшанування мужності та героїзму, виявлених під час захисту державного суверенітету, незалежності, територіальної цілісності України |
| 62 |         | 71 окрема єгерська бригада                                                                                                 | ДШВ                           | 6 грудня 2022     | З метою гідного вшанування мужності та героїзму, виявлених під час захисту державного суверенітету, незалежності, територіальної цілісності України |
| 63 |         | 15 окремий гірсько-штурмовий батальйон 128 окремої гірсько-штурмової Закарпатської бригади                                 | Сухопутні війська             | 6 грудня 2022     | З метою гідного вшанування мужності та героїзму, виявлених під час захисту державного суверенітету, незалежності, територіальної цілісності України |
| 64 |         | 138 центр спеціального призначення (протидії диверсіям та терористичним актам) імені князя Володимира Святославича         | Військова служба правопорядку | 6 грудня 2022     | З метою гідного вшанування мужності та героїзму, виявлених під час захисту державного суверенітету, незалежності, територіальної цілісності України |

#### 2023 рік
| №   | Емблема | Назва формування | Підпорядкування        | Дата відзначення | Підстава для відзначення |
| --- | ------- | --- | ---------------------- | ---------------- | --- |
| 65  |         | 4 прикордонний загін | Прикордонна служба     | 11 лютого 2023   | З метою гідного вшанування мужності та героїзму, виявлених під час захисту державного суверенітету, незалежності, територіальної цілісності України |
| 66  |         | 5 прикордонний загін | Прикордонна служба     | 11 лютого 2023   | З метою гідного вшанування мужності та героїзму, виявлених під час захисту державного суверенітету, незалежності, територіальної цілісності України |
| 67  |         | 27 полк | Національна гвардія    | 11 лютого 2023   | З метою гідного вшанування мужності та героїзму, виявлених під час захисту державного суверенітету, незалежності, територіальної цілісності України |
| 68  |         | 2 Шосткинський полк | Національна гвардія    | 11 лютого 2023   | З метою гідного вшанування мужності та героїзму, виявлених під час захисту державного суверенітету, незалежності, територіальної цілісності України |
| 69  |         | 79 прикордонний загін | Прикордонна служба     | 30 квітня 2023   | З метою гідного вшанування мужності та героїзму, виявлених під час захисту державного суверенітету, незалежності, територіальної цілісності України |
| 70  |         | 105 прикордонний загін імені князя Володимира Великого                                                                                             | Прикордонна служба     | 30 квітня 2023   | З метою гідного вшанування мужності та героїзму, виявлених під час захисту державного суверенітету, незалежності, територіальної цілісності України |
| 71  |         | 10 мобільний прикордонний загін | Прикордонна служба     | 30 квітня 2023   | З метою гідного вшанування мужності та героїзму, виявлених під час захисту державного суверенітету, незалежності, територіальної цілісності України |
| 72  |         | 10 окрема гірсько-штурмова бригада «Едельвейс» | Сухопутні війська      | 5 травня 2023    | З метою гідного вшанування мужності та героїзму, виявлених під час захисту державного суверенітету, незалежності, територіальної цілісності України |
| 73  |         | 14 окрема механізована бригада імені князя Романа Великого                                                                                         | Сухопутні війська      | 5 травня 2023    | З метою гідного вшанування мужності та героїзму, виявлених під час захисту державного суверенітету, незалежності, територіальної цілісності України |
| 74  |         | 56 окрема мотопіхотна Маріупольська бригада | Сухопутні війська      | 5 травня 2023    | З метою гідного вшанування мужності та героїзму, виявлених під час захисту державного суверенітету, незалежності, територіальної цілісності України |
| 75  |         | 406 окрема артилерійська бригада імені генерал-хорунжого Олексія Алмазова Командування морської піхоти                                             | Військово-морські сили | 23 травня 2023   | З метою гідного вшанування мужності та героїзму, виявлених під час захисту державного суверенітету, незалежності, територіальної цілісності України |
| 76  |         | 35 окрема бригада морської піхоти імені контр-адмірала Михайла Остроградського Командування морської піхоти                                        | Військово-морські сили | 23 травня 2023   | З метою гідного вшанування мужності та героїзму, виявлених під час захисту державного суверенітету, незалежності, територіальної цілісності України |
| 77  |         | 18 окремий батальйон морської піхоти 35 окремої бригади морської піхоти імені контр-адмірала Михайла Остроградського Командування морської піхоти  | Військово-морські сили | 23 травня 2023   | З метою гідного вшанування мужності та героїзму, виявлених під час захисту державного суверенітету, незалежності, територіальної цілісності України |
| 78  |         | 137 окремий батальйон морської піхоти 35 окремої бригади морської піхоти імені контр-адмірала Михайла Остроградського Командування морської піхоти | Військово-морські сили | 23 травня 2023   | З метою гідного вшанування мужності та героїзму, виявлених під час захисту державного суверенітету, незалежності, територіальної цілісності України |
| 79  |         | Командування морської піхоти | Військово-морські сили | 23 травня 2023   | З метою гідного вшанування мужності та героїзму, виявлених під час захисту державного суверенітету, незалежності, територіальної цілісності України |
| 80  |         | 140 окремий розвідувальний батальйон Командування морської піхоти                                                                                  | Військово-морські сили | 23 травня 2023   | З метою гідного вшанування мужності та героїзму, виявлених під час захисту державного суверенітету, незалежності, територіальної цілісності України |
| 81  |         | 88 окремий батальйон морської піхоти 35 окремої бригади морської піхоти імені контр-адмірала Михайла Остроградського Командування морської піхоти  | Військово-морські сили | 2 липня 2023     | З метою гідного вшанування мужності та героїзму, виявлених під час захисту державного суверенітету, незалежності, територіальної цілісності України |
| 82  |         | 10 морська авіаційна бригада імені Героя України полковника Ігоря Бедзая                                                                           | Військово-морські сили | 2 липня 2023     | З метою гідного вшанування мужності та героїзму, виявлених під час захисту державного суверенітету, незалежності, територіальної цілісності України |
| 83  |         | 8 прикордонний загін | Прикордонна служба     | 19 липня 2023    | З метою гідного вшанування мужності та героїзму, виявлених під час захисту державного суверенітету, незалежності, територіальної цілісності України |
| 84  |         | 9 прикордонний загін імені Січових Стрільців | Прикордонна служба     | 19 липня 2023    | З метою гідного вшанування мужності та героїзму, виявлених під час захисту державного суверенітету, незалежності, територіальної цілісності України |
| 85  |         | 19 ракетна бригада «Свята Варвара» | Сухопутні війська      | 28 липня 2023    | З метою гідного вшанування мужності та героїзму, виявлених під час захисту державного суверенітету, незалежності, територіальної цілісності України |
| 86  |         | 100 окрема бригада територіальної оборони | Територіальна оборона  | 28 липня 2023    | З метою гідного вшанування мужності та героїзму, виявлених під час захисту державного суверенітету, незалежності, територіальної цілісності України |
| 87  |         | 112 окрема бригада територіальної оборони | Територіальна оборона  | 28 липня 2023    | З метою гідного вшанування мужності та героїзму, виявлених під час захисту державного суверенітету, незалежності, територіальної цілісності України |
| 88  |         | 1129 зенітний ракетний Білоцерківський полк | Сухопутні війська      | 28 липня 2023    | З метою гідного вшанування мужності та героїзму, виявлених під час захисту державного суверенітету, незалежності, територіальної цілісності України |
| 89  |         | 55 окрема артилерійська бригада «Запорізька Січ»                                                                                                   | Сухопутні війська      | 28 липня 2023    | З метою гідного вшанування мужності та героїзму, виявлених під час захисту державного суверенітету, незалежності, територіальної цілісності України |
| 90  |         | 204 Севастопольська бригада тактичної авіації | Повітряні сили         | 5 серпня 2023    | З метою гідного вшанування мужності та героїзму, виявлених під час захисту державного суверенітету, незалежності, територіальної цілісності України |
| 91  |         | 540 зенітний ракетний Львівський полк імені Івана Виговського                                                                                      | Повітряні сили         | 5 серпня 2023    | З метою гідного вшанування мужності та героїзму, виявлених під час захисту державного суверенітету, незалежності, територіальної цілісності України |
| 92  |         | 201 зенітна ракетна бригада імені гетьмана Пилипа Орлика                                                                                           | Повітряні сили         | 23 серпня 2023   | З метою гідного вшанування мужності та героїзму, виявлених під час захисту державного суверенітету, незалежності, територіальної цілісності України |
| 93  |         | 208 зенітна ракетна бригада | Повітряні сили         | 23 серпня 2023   | З метою гідного вшанування мужності та героїзму, виявлених під час захисту державного суверенітету, незалежності, територіальної цілісності України |
| 94  |         | 124 окрема бригада територіальної оборони | Територіальна оборона  | 23 серпня 2023   | З метою гідного вшанування мужності та героїзму, виявлених під час захисту державного суверенітету, незалежності, територіальної цілісності України |
| 95  |         | 24 окремий штурмовий батальйон «Айдар» 5 окремої штурмової бригади                                                                                 | Сухопутні війська      | 29 вересня 2023  | З метою гідного вшанування мужності та героїзму, виявлених під час захисту державного суверенітету, незалежності, територіальної цілісності України |
| 96  |         | Центр спеціальних операцій боротьби з тероризмом, захисту учасників кримінального судочинства та працівників правоохоронних органів                | СБУ                    | 29 вересня 2023  | З метою гідного вшанування мужності та героїзму, виявлених під час захисту державного суверенітету, незалежності, територіальної цілісності України |
| 97  |         | 21 окрема бригада охорони громадського порядку імені Петра Калнишевського                                                                          | Національна гвардія    | 29 вересня 2023  | З метою гідного вшанування мужності та героїзму, виявлених під час захисту державного суверенітету, незалежності, територіальної цілісності України |
| 98  |         | 31 бригада імені генерал-майора Олександра Радієвського                                                                                            | Національна гвардія    | 29 вересня 2023  | З метою гідного вшанування мужності та героїзму, виявлених під час захисту державного суверенітету, незалежності, територіальної цілісності України |
| 99  |         | 7 прикордонний Карпатський загін | Прикордонна служба     | 29 вересня 2023  | З метою гідного вшанування мужності та героїзму, виявлених під час захисту державного суверенітету, незалежності, територіальної цілісності України |
| 100 |         | 24 прикордонний загін імені Героя України старшого лейтенанта Вячеслава Семенова                                                                   | Прикордонна служба     | 29 вересня 2023  | З метою гідного вшанування мужності та героїзму, виявлених під час захисту державного суверенітету, незалежності, територіальної цілісності України |
| 101 |         | 48 інженерна Кам'янець-Подільська бригада | Сили підтримки         | 3 листопада 2023 | З метою гідного вшанування мужності та героїзму, виявлених під час захисту державного суверенітету, незалежності, територіальної цілісності України |
| 102 |         | 164 радіотехнічна Слобідська бригада | Повітряні сили         | 6 грудня 2023    | З метою гідного вшанування мужності та героїзму, виявлених під час захисту державного суверенітету, незалежності, територіальної цілісності України |
| 103 |         | 110 окрема механізована бригада імені генерал-хорунжого Марка Безручка                                                                             | Сухопутні війська      | 6 грудня 2023    | З метою гідного вшанування мужності та героїзму, виявлених під час захисту державного суверенітету, незалежності, територіальної цілісності України |
| 104 |         | 91 окремий Охтирський полк підтримки | Сухопутні війська      | 6 грудня 2023    | З метою гідного вшанування мужності та героїзму, виявлених під час захисту державного суверенітету, незалежності, територіальної цілісності України |
| 105 |         | 66 окрема механізована бригада імені князя Мстислава Хороброго                                                                                     | Сухопутні війська      | 8 грудня 2023    | З метою гідного вшанування мужності та героїзму, виявлених під час захисту державного суверенітету, незалежності, територіальної цілісності України |

#### 2024 рік
| №   | Емблема | Назва формування                                                                                  | Підпорядкування        | Дата відзначення | Підстава для відзначення |
| --- | ------- | ------------------------------------------------------------------------------------------------- | ---------------------- | ---------------- | --- |
| 106 |         | Управління розвідки Адміністрації Державної прикордонної служби України                           | Прикордонна служба     | 21 березня 2024  | З метою гідного вшанування мужності та героїзму, виявлених під час захисту державного суверенітету, незалежності, територіальної цілісності України |
| 107 |         | 15 мобільний прикордонний загін                                                                   | Прикордонна служба     | 21 березня 2024  | З метою гідного вшанування мужності та героїзму, виявлених під час захисту державного суверенітету, незалежності, територіальної цілісності України |
| 108 |         | Департамент військової контррозвідки                                                              | СБУ                    | 25 березня 2024  | З метою гідного вшанування мужності та героїзму, виявлених під час захисту державного суверенітету, незалежності, територіальної цілісності України |
| 109 |         | 1 Президентська бригада оперативного призначення імені гетьмана Петра Дорошенка                   | Національна гвардія    | 26 березня 2024  | З метою гідного вшанування мужності та героїзму, виявлених під час захисту державного суверенітету, незалежності, територіальної цілісності України |
| 110 |         | 47 окрема механізована бригада                                                                    | Сухопутні війська      | 6 травня 2024    | З метою гідного вшанування мужності та героїзму, виявлених під час захисту державного суверенітету, незалежності, територіальної цілісності України |
| 111 |         | 1 окремий батальйон морської піхоти                                                               | Військово-морські сили | 23 травня 2024   | З метою гідного вшанування мужності та героїзму, виявлених під час захисту державного суверенітету, незалежності, територіальної цілісності України |
| 112 |         | 505 окремий батальйон морської піхоти                                                             | Військово-морські сили | 23 травня 2024   | З метою гідного вшанування мужності та героїзму, виявлених під час захисту державного суверенітету, незалежності, територіальної цілісності України |
| 113 |         | 26 окремий дивізіон річкових катерів                                                              | Військово-морські сили | 4 липня 2024     | З метою гідного вшанування мужності та героїзму, виявлених під час захисту державного суверенітету, незалежності, територіальної цілісності України |
| 114 |         | 27 окремий дивізіон річкових катерів                                                              | Військово-морські сили | 4 липня 2024     | З метою гідного вшанування мужності та героїзму, виявлених під час захисту державного суверенітету, незалежності, територіальної цілісності України |
| 115 |         | 77 окрема аеромобільна бригада                                                                    | ДШВ                    | 23 серпня 2024   | З метою гідного вшанування мужності та героїзму, виявлених під час захисту державного суверенітету, незалежності, територіальної цілісності України |
| 116 |         | 58 окрема мотопіхотна бригада імені гетьмана Івана Виговського                                    | Сухопутні війська      | 23 серпня 2024   | З метою гідного вшанування мужності та героїзму, виявлених під час захисту державного суверенітету, незалежності, територіальної цілісності України |
| 117 |         | 199 навчальний центр                                                                              | ДШВ                    | 23 серпня 2024   | З метою гідного вшанування мужності та героїзму, виявлених під час захисту державного суверенітету, незалежності, територіальної цілісності України |
| 118 |         | 2 Галицька бригада                                                                                | Національна гвардія    | 23 серпня 2024   | З метою гідного вшанування мужності та героїзму, виявлених під час захисту державного суверенітету, незалежності, територіальної цілісності України |
| 119 |         | 138 радіотехнічна Наддніпрянська бригада                                                          | Повітряні сили         | 23 серпня 2024   | З метою гідного вшанування мужності та героїзму, виявлених під час захисту державного суверенітету, незалежності, територіальної цілісності України |
| 120 |         | 148 окрема артилерійська бригада                                                                  | ДШВ                    | 23 серпня 2024   | З метою гідного вшанування мужності та героїзму, виявлених під час захисту державного суверенітету, незалежності, територіальної цілісності України |
| 121 |         | 3 окрема штурмова бригада                                                                         | Сухопутні війська      | 23 серпня 2024   | З метою гідного вшанування мужності та героїзму, виявлених під час захисту державного суверенітету, незалежності, територіальної цілісності України |
| 122 |         | 6 прикордонний Волинський загін                                                                   | Прикордонна служба     | 6 вересня 2024   | З метою гідного вшанування мужності та героїзму, виявлених під час захисту державного суверенітету, незалежності, територіальної цілісності України |
| 123 |         | 17 прикордонний загін імені полковника Олександра Жуковського Південного регіонального управління | Прикордонна служба     | 6 вересня 2024   | З метою гідного вшанування мужності та героїзму, виявлених під час захисту державного суверенітету, незалежності, територіальної цілісності України |
| 124 |         | 126 окрема бригада територіальної оборони                                                         | Військово-морські сили | 30 вересня 2024  | З метою гідного вшанування мужності та героїзму, виявлених під час захисту державного суверенітету, незалежності, територіальної цілісності України |
| 125 |         | 38 зенітний ракетний полк імені генерал-хорунжого Юрія Тютюнника                                  | Сухопутні війська      | 30 вересня 2024  | З метою гідного вшанування мужності та героїзму, виявлених під час захисту державного суверенітету, незалежності, територіальної цілісності України |
| 126 |         | 102 окрема бригада територіальної оборони                                                         | Територіальна оборона  | 5 жовтня 2024    | З метою гідного вшанування мужності та героїзму, виявлених під час захисту державного суверенітету, незалежності, територіальної цілісності України |
| 127 |         | 107 реактивна артилерійська Кременчуцька бригада                                                  | Сухопутні війська      | 4 грудня 2024    | З метою гідного вшанування мужності та героїзму, виявлених під час захисту державного суверенітету, незалежності, територіальної цілісності України |
| 128 |         | 15 окрема бригада артилерійської розвідки «Чорний ліс»                                            | Сухопутні війська      | 4 грудня 2024    | З метою гідного вшанування мужності та героїзму, виявлених під час захисту державного суверенітету, незалежності, територіальної цілісності України |
| 129 |         | 241 окрема бригада територіальної оборони                                                         | Територіальна оборона  | 5 грудня 2024    | З метою гідного вшанування мужності та героїзму, виявлених під час захисту державного суверенітету, незалежності, територіальної цілісності України |
| 130 |         | 47 окрема інженерна бригада                                                                       | Сили підтримки         | 5 грудня 2024    | З метою гідного вшанування мужності та героїзму, виявлених під час захисту державного суверенітету, незалежності, територіальної цілісності України |
| 131 |         | 38 окрема бригада морської піхоти                                                                 | Військово-морські сили | 5 грудня 2024    | З метою гідного вшанування мужності та героїзму, виявлених під час захисту державного суверенітету, незалежності, територіальної цілісності України |
| 132 |         | 63 окрема механізована бригада                                                                    | Сухопутні війська      | 11 грудня 2024   | З метою гідного вшанування мужності та героїзму, виявлених під час захисту державного суверенітету, незалежності, територіальної цілісності України |

#### 2025 рік
| №   | Емблема | Назва формування                                                                                            | Підпорядкування        | Дата відзначення | Підстава для відзначення |
| --- | ------- | --- | ---------------------- | ---------------- | --- |
| 133 |         | 60 окрема механізована Інгулецька бригада                                                                   | Сухопутні війська      | 26 лютого 2025   | З метою гідного вшанування мужності та героїзму, виявлених під час захисту державного суверенітету, незалежності, територіальної цілісності України |
| 134 |         | Департамент контррозвідки                                                                                   | СБУ                    | 25 березня 2025  | З метою гідного вшанування мужності та героїзму, виявлених під час захисту державного суверенітету, незалежності, територіальної цілісності України |
| 135 |         | 50 полк імені полковника Семена Височана                                                                    | Національна гвардія    | 25 березня 2025  | З метою гідного вшанування мужності та героїзму, виявлених під час захисту державного суверенітету, незалежності, територіальної цілісності України |
| 136 |         | 36 полк | Національна гвардія    | 25 березня 2025  | З метою гідного вшанування мужності та героїзму, виявлених під час захисту державного суверенітету, незалежності, територіальної цілісності України |
| 137 |         | 34 Херсонський полк                                                                                         | Національна гвардія    | 25 березня 2025  | З метою гідного вшанування мужності та героїзму, виявлених під час захисту державного суверенітету, незалежності, територіальної цілісності України |
| 138 |         | 17 Полтавська бригада                                                                                       | Національна гвардія    | 25 березня 2025  | З метою гідного вшанування мужності та героїзму, виявлених під час захисту державного суверенітету, незалежності, територіальної цілісності України |
| 139 |         | 15 окремий батальйон                                                                                        | Національна гвардія    | 25 березня 2025  | З метою гідного вшанування мужності та героїзму, виявлених під час захисту державного суверенітету, незалежності, територіальної цілісності України |
| 140 |         | 13 бригада оперативного призначення                                                                         | Національна гвардія    | 25 березня 2025  | З метою гідного вшанування мужності та героїзму, виявлених під час захисту державного суверенітету, незалежності, територіальної цілісності України |
| 141 |         | 5 Слобожанська бригада                                                                                      | Національна гвардія    | 25 березня 2025  | З метою гідного вшанування мужності та героїзму, виявлених під час захисту державного суверенітету, незалежності, територіальної цілісності України |
| 142 |         | Центр спеціального призначення                                                                              | Національна гвардія    | 25 березня 2025  | З метою гідного вшанування мужності та героїзму, виявлених під час захисту державного суверенітету, незалежності, територіальної цілісності України |
| 143 |         | 14 зенітна ракетна Уманська бригада                                                                         | Повітряні сили         | 29 квітня 2025   | З метою гідного вшанування мужності та героїзму, виявлених під час захисту державного суверенітету, незалежності, територіальної цілісності України |
| 144 |         | 94 прикордонний загін                                                                                       | Прикордонна служба     | 30 квітня 2025   | З метою гідного вшанування мужності та героїзму, виявлених під час захисту державного суверенітету, незалежності, територіальної цілісності України |
| 145 |         | Національна академія Державної прикордонної служби України імені Богдана Хмельницького                      | Прикордонна служба     | 30 квітня 2025   | З метою гідного вшанування мужності та героїзму, виявлених під час захисту державного суверенітету, незалежності, територіальної цілісності України |
| 146 |         | 31 прикордонний загін імені генерал-хорунжого Олександра Пилькевича                                         | Прикордонна служба     | 30 квітня 2025   | З метою гідного вшанування мужності та героїзму, виявлених під час захисту державного суверенітету, незалежності, територіальної цілісності України |
| 147 |         | 27 прикордонний загін імені героїв Карпатської Січі                                                         | Прикордонна служба     | 30 квітня 2025   | З метою гідного вшанування мужності та героїзму, виявлених під час захисту державного суверенітету, незалежності, територіальної цілісності України |
| 148 |         | Окрема президентська бригада імені гетьмана Богдана Хмельницького                                           | Сухопутні війська      | 5 травня 2025    | З метою гідного вшанування мужності та героїзму, виявлених під час захисту державного суверенітету, незалежності, територіальної цілісності України |
| 149 |         | 36 окрема бригада морської піхоти імені контр-адмірала Михайла Білинського                                  | Військово-морські сили | 23 травня 2025   | З метою гідного вшанування мужності та героїзму, виявлених під час захисту державного суверенітету, незалежності, територіальної цілісності України |
| 150 |         | 37 окрема бригада морської піхоти                                                                           | Військово-морські сили | 23 травня 2025   | З метою гідного вшанування мужності та героїзму, виявлених під час захисту державного суверенітету, незалежності, територіальної цілісності України |
| 151 |         | 16 окрема бригада армійської авіації «Броди»                                                                | Сухопутні війська      | 2 липня 2025     | З метою гідного вшанування мужності та героїзму, виявлених під час захисту державного суверенітету, незалежності, територіальної цілісності України |
| 152 |         | Департамент поліції особливого призначення «Об'єднана штурмова бригада Національної поліції України „Лють“» | Національна поліція    | 4 липня 2025     | З метою гідного вшанування мужності та героїзму, виявлених під часзахисту державного суверенітету, незалежності, територіальної цілісності України  |
| 153 |         | 360 окрема берегова ракетна бригада                                                                         | Військово-морські сили | 5 липня 2025     | З метою гідного вшанування мужності та героїзму, виявлених під час захисту державного суверенітету, незалежності, територіальної цілісності України |
| 154 |         | 19 окрема Південнобузька бригада радіо- і радіотехнічної розвідки особливого призначення                    | Повітряні сили         | 3 серпня 2025    | З метою гідного вшанування мужності та героїзму, виявлених під час захисту державного суверенітету, незалежності, територіальної цілісності України |
| 155 |         | 225 зенітний ракетний полк                                                                                  | Повітряні сили         | 3 серпня 2025    | З метою гідного вшанування мужності та героїзму, виявлених під час захисту державного суверенітету, незалежності, територіальної цілісності України |

#### Неоприлюднені укази
Деякі укази про відзначення не публікувалися.
| Емблема | Назва формування                           | Підпорядкування     | Дата відзначення | Примітка |
| ------- | ------------------------------------------ | ------------------- | ---------------- | --- |
|         | 12 бригада спеціального призначення «Азов» | Національна гвардія | ?                | Президент України Володимир Зеленський вручив відзнаку командиру бригади, підполковнику Денису Прокопенку під час церемонії нагородження до Дня Національної гвардії України 26 березня 2024 р. |